# Carolina João
Carolina Alves da Silva João (nascida a 1 de março de 1997) é uma velejadora portuguesa. Ela competiu na classe Laser Radial nos Jogos Olímpicos de Verão de 2020
Ela e Diogo Costa conquistaram uma vaga para competir nos Jogos Olímpicos de Verão de 2024 em Paris assim como o velejador da ILCA 7 Eduardo Marques e a kitefoiler Mafalda Pires de Lima .
Carolina é estudante de engenharia química, área em que quer trabalhar profissionalmente, a jovem velejadora já foi cinco vezes campeã nacional e tem como resultados internacionais de referência o 4.º lugar no Europeu de Sub-21 e o 6.º lugar nos Jogos do Mediterrâneo Tarragona 2018.
O ídolo de Carolina João é o velejador brasileiro Robert Scheidt. Entre as suas fontes de inspiração cita também dois nomes portugueses: Gustavo Lima e Cristiano Ronaldo, aos quais se juntam a britânica Alison Young, um dos maiores nomes do laser radial.